# An Chol-Hyok
An Chol-Hyok, född 27 juni 1985, är en nordkoreansk fotbollsspelare som för närvarande spelar för Rimyongsu ST i DPR Korea League.
An blev uttagen till Nordkoeas slutliga 23-mana trupp till VM 2010.